# Gastonia elegans
Gastonia elegans là một loài thực vật có hoa trong Họ Cuồng cuồng. Loài này được (W.Bull) Frodin mô tả khoa học đầu tiên năm 2003 publ. 2004.